# Larus hyperboreus

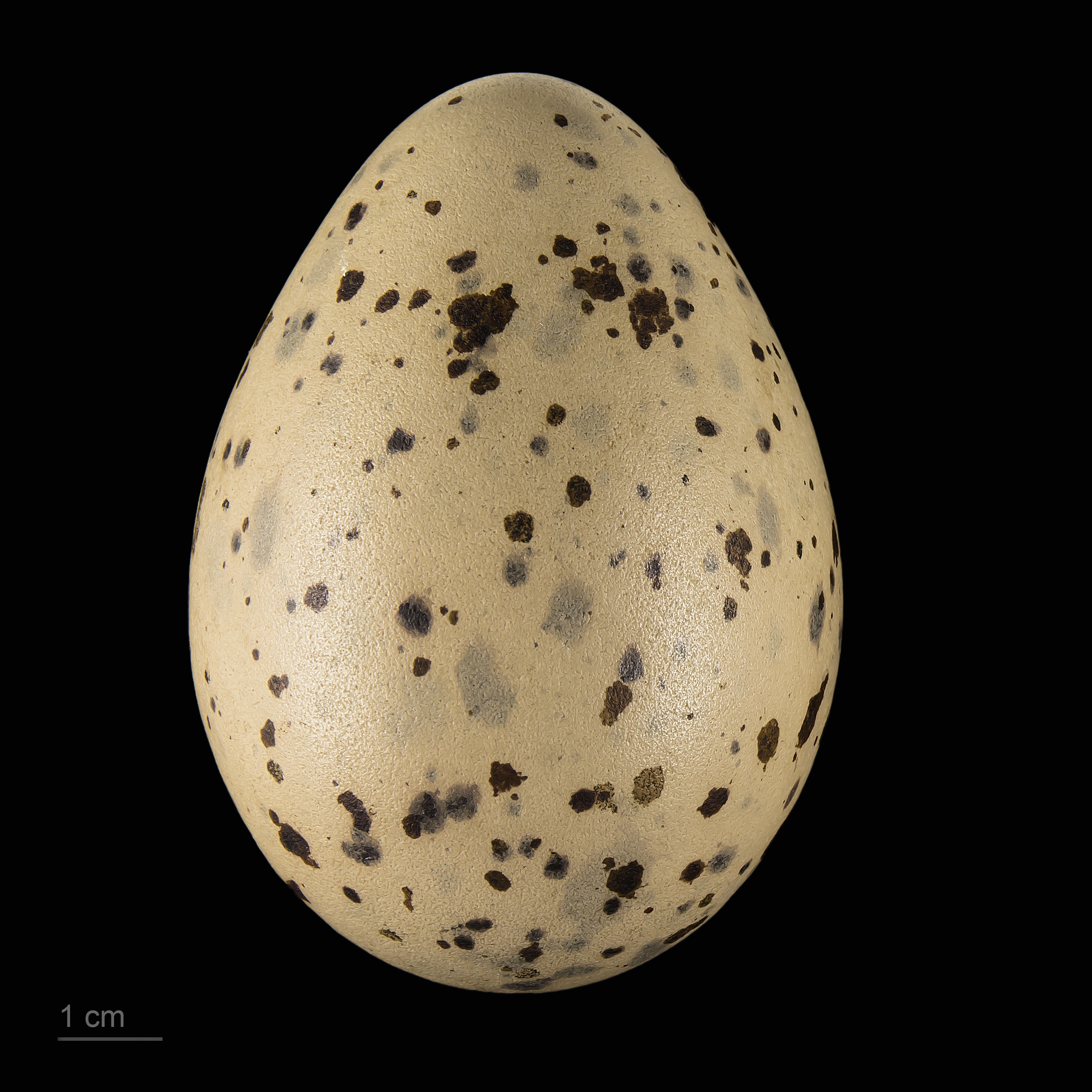
Larus hyperboreus

Larus hyperboreus là một loài chim trong họ Laridae.
Loài chim này sinh sản ở các vùng Bắc Cực của Bắc bán cầu và các bờ biển Đại Tây Dương của châu Âu. Nó là loài di cư, trú đông từ ở các đại dương Bắc Đại Tây Dương và Bắc Thái Bình Dương phía nam cũng như xa phía nam tận các đảo Anh và các tiểu bang phía bắc của Hoa Kỳ, cũng hiện diện ở Ngũ Đại Hồ. Một vài loài chim đôi khi đạt đến phía nam Hoa Kỳ và miền bắc Mexico.
Chúng đẻ trứng theo bầy hoặc đẻ riêng lẻ trên các vách đá hoặc bờ biển.